# Oskoron
Genre
Oskoron est un genre d'opilions dyspnois de la famille des Taracidae.

## Distribution
Les espèces de ce genre sont endémiques des États-Unis. Elles se rencontrent en Californie, en Oregon et au Washington.

## Liste des espèces
Selon World Catalogue of Opiliones (22/04/2021) :
- Oskoron brevichelis Shear, 2016
- Oskoron crawfordi Shear, 2016
- Oskoron spinosus (Banks, 1894)

## Publication originale
- Shear & Warfel, 2016 : « The harvestman genus Taracus Simon 1879, and the new genus Oskoron (Opiliones: Ischyropsalidoidea: Taracidae). » Zootaxa, no 4180, p. 1–71.